# Abdiel Ayarza
Abdiel Armando Ayarza Cocanegra (ur. 12 września 1992 w Colón) – panamski piłkarz grający na pozycji pomocnika, reprezentant Panamy. Zawodnik boliwijskiego klubu The Strongest.

## Kariera klubowa
Seniorską karierę rozpoczął w klubie Colón C-3, następnie grał w Santa Gema FC. W dniu 1 stycznia 2019 roku został zawodnikiem Independiente La Chorrera. 24 grudnia 2019 roku przeszedł na zasadzie wypożyczenia do peruwiańskiego Club Cienciano.

## Kariera reprezentacyjna
Abdiel Ayarza zadebiutował w reprezentacji Panamy dnia 16 października 2019 roku w przegranym 1:3 wyjazdowym meczu z Meksykiem w ramach Liga Narodów CONCACAF 2019/2020. Dnia 11 października 2020 zdobył swoją pierwszą bramkę w narodowych barwach w meczu przeciwko Kostaryce.

## Bramki w reprezentacji
| Nr | Data                 | Obiekt                                | Przeciwnik | Bramka na | Rezultat | Zawody          |
| -- | -------------------- | ------------------------------------- | ---------- | --------- | -------- | --------------- |
| 1. | 11 października 2020 | Stadion Narodowy Kostaryki w San Jose | Kostaryka  | 0–1       | 0–1      | Mecz towarzyski |
| 2. | 14 października 2020 | Stadion Narodowy Kostaryki w San Jose | Kostaryka  | 0–1       | 0–1      | Mecz towarzyski |